# 마르티 바이니오

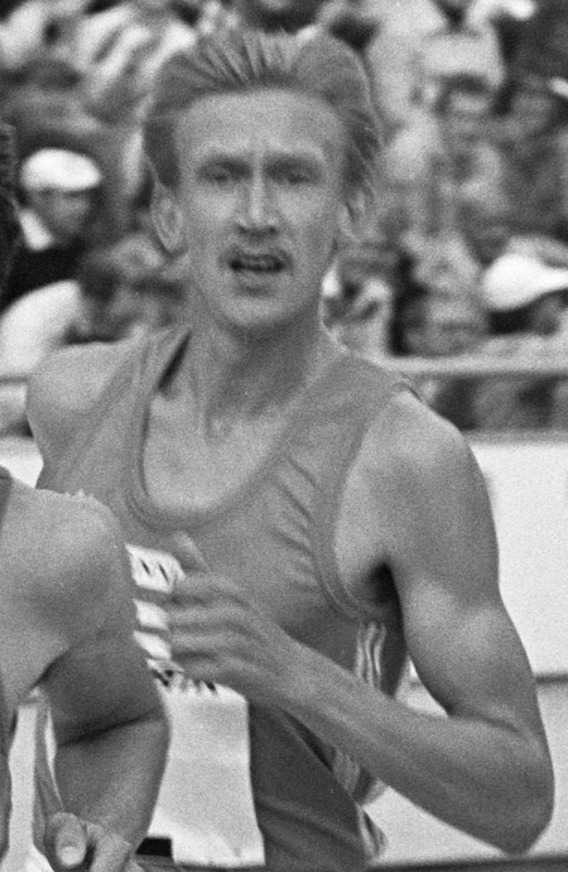

마르티 바이니오(핀란드어: Martti Vainio, 1950년 12월 30일 ~ )는 핀란드의 전직 육상 선수이다. 그는 핀란드에서 유명한 "V-라인"의 위대한 마지막 선수로 인정되고 있다.
주요 국제 대회에서 그의 업적은 1978년 프라하 유럽 육상 선수권 대회 10000m 경주 금메달과 1982년 아테네 유럽 육상 선수권 대회 10000m 경주 동메달을 포함한다. 그는 1983년 세계 육상 선수권 대회 10000m 경주에서 매우 짧은 차이로 4위에 머물렀고, 5000m에서 동메달을 획득했다.

## 생애
마르티 바이니오는 1971년 가을에 20세의 나이로 자신의 코치 아울리스 포틴카라와 함께 체계적인 훈련을 시작했다. 그는 1974년 전국 선수권 대회 5000m에서 세포 투오미넨과 루네 홀멘에 이어서 동메달을 땄다. 같은 해에 그는 29분 9.6초의 결과로 그의 첫번째 10000m 경주를 달렸다.
그는 1976년에 처음으로 29분 장벽을 허물었다. 같은 해에 그는 핀란드 육상 선수권 대회 10000m에서 페카 파이바린타에 이어서 2위를 했고 1976년 몬트리올 하계 올림픽에서 자신의 생애 첫 올림픽 국가 대표로 선정되었다. 그러나, 그는 10000m 결승에 진출하지 못했다. 그는 1977년 핀란드 선수권 대회 10000m에서 카를로 마닌카를 0.9초로 꺾고 우승했다.

## 1983년 헬싱키 세계 선수권 대회
1982년 시즌 이후, 바이니오와 포틴카라 사이의 협력은 우발적으로 끝났고 바이니오는 자발적인 훈련을 계획하기 시작했다. 그러나, 어떤 사람은 그의 훈련에 영향을 미치기 시작했다. 그들 가운데 카를로 마닌카의 코치로 알려진 요우코 엘레바라였다. 바이니오는 헬싱키 세계 선수권 대회 준비 과정에서 부정적인 영향을 피하기 위해 1982년 가을에 호르몬을 사용하기 시작했다고 주장했다. 바이니오에 따르면, 첫번째 호르몬 암풀라는 1982년 가을에 팔레르모에서 얻었다.
바이니오는 자국에서 열린 세계 선수권 대회 준비에 성공했다. 10000m 결승전은 세계 선수권 대회의 3번째 날에 개최되었다. 마지막 랩에서 느린 경주에 그쳤지만, 바이니오는 28분 1.37초의 시간으로 4위를 했다. 홈 관중들은 느린 경주에서 그의 전성기가 지난 것을 잘 알고 있었기 때문에, 그의 업적에 매우 감명을 받았다. 금메달은 알베르토 코바가 획득했다. 5000m 결승전은 세계 선수권 대회의 마지막 날에 개최되었다. 바이니오는 동메달을 따면서 핀란드 관중을 놀라게 했다.

## 1984년 하계 올림픽
바이니오는 1984년 로스앤젤레스 하계 올림픽 10000m에서 27분 51.10초의 결과로 은메달을 획득했지만, 도핑 샘플 검사에서 금지 약물인 단백동화 스테로이드, 테스토스테론 성분이 발견되면서 메달을 박탈당했다. 이 사건으로 인해 바이니오는 핀란드 육상 연맹으로부터 영구 제명 처분을 받았지만 나중에 1년 6개월 동안에 자격 정지 처분을 내리는 것으로 완화되었다.

## 1986년 ~ 1988년
바이니오는 1986년에 육상계로 복귀했다. 1986년 유럽 육상 선수권 대회에서는 10000m에서 28분 8.72초의 결과로 7위를 기록했고, 5000m에서는 13분 22.67초의 결과로 6위를 기록했다. 바이니오는 1987년 세계 육상 선수권 대회 10000m에 참가했지만 완주하지는 못했다. 1988년 서울 하계 올림픽은 핀란드 올림픽 위원회의 반대로 인해 참가하지 못했다.